# Penstemon abietinus
Penstemon abietinus är en grobladsväxtart som beskrevs av Francis Whittier Pennell. Penstemon abietinus ingår i släktet penstemoner, och familjen grobladsväxter. Inga underarter finns listade i Catalogue of Life.